# فريدي بيشوب
فريدي بيشوب (بالإنجليزية: Freddie Bishop III)‏ هو لاعب كرة قدم أمريكية أمريكي، ولد في 25 فبراير 1990 في إنكستر في الولايات المتحدة.

## وصلات خارجية
- فريدي بيشوب على موقع مرجع كرة القدم المحترفة.كوم (الإنجليزية)
- فريدي بيشوب على موقع JustSportsStats.com (الإنجليزية)